# Mario Ortiz Ruiz
Mario Ortiz Ruiz (Santander, Cantabria, 24 de marzo de 1989) es un futbolista español. Juega de centrocampista y su equipo es el C. F. Vimenor de la Tercera Federación.

## Trayectoria
Debutó en Primera División con el Real Racing Club frente al Real Valladolid jugando los minutos finales.
El 1 de febrero de ese mismo año se hizo oficial su cesión al C. D. Castellón hasta final de temporada. En verano fue cedido a la Balompédica Conquense.
En 2011 fue fichado por el C. D. Puertollano, rescindiendo de su contrato con el Real Racing Club. Un año después se convirtió en jugador del Real Club Deportivo Espanyol "B", que en enero de 2013 lo prestó al Albacete Balompié. Con este equipo consiguió un ascenso a Segunda División.
En 2016 se unió a la Cultural Leonesa y en el primer año, de los dos en los que estuvo, logró otro ascenso de categoría. En este equipo jugó cedido por el K. A. S. Eupen belga.
En julio de 2018 regresó al fútbol catalán para jugar en el C. F. Reus Deportiu y unos meses después volvió al Racing de Santander.
En septiembre de 2020 se oficializó su fichaje por el Córdoba Club de Fútbol. En agosto de 2021 fichó por el Hércules C. F. por una temporada. Por el mismo periodo de tiempo se unió al Pontevedra C. F. en julio del año siguiente, aunque se marchó antes de acabarla.
El 3 de enero de 2023 firmó por el Algeciras Club de Fútbol hasta final de temporada. Tras la misma volvió a Cantabria para jugar en el C. F. Vimenor.

## Clubes
| Club                       | País    | Año       |
| -------------------------- | ------- | --------- |
| Racing de Santander "B"    | España  | 2007-2011 |
| C. D. Castellón (cedido)   | España  | 2010      |
| U. B. Conquense (cedido)   | España  | 2010-2011 |
| C. D. Puertollano          | España  | 2011-2012 |
| R. C. D. Espanyol "B"      | España  | 2012-2013 |
| Albacete Balompié (cedido) | España  | 2013      |
| Albacete Balompié          | España  | 2013-2016 |
| K. A. S. Eupen             | Bélgica | 2016-2018 |
| Cultural Leonesa (cedido)  | España  | 2016-2018 |
| C. F. Reus Deportiu        | España  | 2018-2019 |
| Racing de Santander        | España  | 2019-2020 |
| Córdoba C. F.              | España  | 2020-2021 |
| Hércules C. F.             | España  | 2021-2022 |
| Pontevedra C. F.           | España  | 2022-2023 |
| Algeciras C. F.            | España  | 2023      |
| C. F. Vimenor              | España  | 2023-     |